# Cinegrafia (jornal)
Cinegrafia foi uma publicação iniciada em 1929 em Lisboa editada pela Sociedade Editorial Cinegrafia sob a direção de Jorge Pereira, tendo como temática base o cinema.